# Keiji Haino
Keiji Haino (灰野敬二 Haino Keiji), född 3 maj 1952 i Chiba, Japan, och bor för närvarande i Tokyo, är en japansk musiker vars arbete har inkluderat rock, fri improvisationsmusik, noise, singer/songwriter, solo slagverks-musik, psykedelisk musik, minimalism, olika former av drone, och covers. Han har varit aktiv sedan 1970-talet och fortsätter att spela in musik regelbundet, i olika genrer. Hans huvudinstrument är gitarr. Sång har alltid varit en viktig del i hans musik. Haino är känd för att ofta experimentera med olika ljud och musikstilar.